# Sredozemna klima
██ Područja mediteranske klime
Mediteranska klima je svaka klima koja nalikuje klimi zemalja mediteranskog bazena koji čini polovinu površine s tim tipom klime širom svijeta. Osim područja uz Sredozemno more, ovaj klimatski tip prevladava u zapadnim dijelovima Sjeverne Amerike, u dijelovima zapadne i južne Australije, na jugozapadu Južne Afrike i u središnjim dijelovima Čilea.
Klimu karakteriziraju vruća, suha ljeta i prohladne, vlažne zime. Primjerice, u Perthu (Australija) na južnoj hemisferi u zimskim mjesecima od lipnja do kolovoza padne 450 mm kiše, a prosječni dnevni minimum iznosi 8°C. Tijekom ljetnih mjeseci, tj. od prosinca do veljače padne u prosjeku 32 mm oborina mjesečno.
Zone mediteranske klime povezane su s pet velikih suptropskih područja visokog tlaka nad oceanom, azorskim maksimumom, južnoatlantskim maksimumom, sjevernopacifičkim maksimumom, južnopacifičkim maksimumom i indijskooceanskim maksimumom. Ovi prostori visokog tlaka pomiču se u smjeru polova tijekom ljeta, a prema ekvatoru tijekom zime, igrajući glavnu ulogu u formiranju svjetskih tropskih pustinja i zona mediteranske klime smještene polarnije od pustinja. Primjerice, azorski maksimum je povezan sa Saharom i klimom mediteranskog bazena. Južnoatlantski maksimum je slično povezan s pustinjom Namib i mediteranskom klimom zapadnog dijela Južne Afrike. Sjevernopacifički maksimum je povezan s pustinjom Sonora i kalifornijskom klimom, dok je južnopacifički maksimum povezan s pustinjom Atacama i klimom središnjeg Čilea. Indijskooceanski maksimum je povezan s pustinjama zapadne Australije (Velika pješčana pustinja, Velika Viktorijina pustinja i Gibsonova pustinja) i mediteranskom klimom jugozapadne, južne i središnje Australije.
Biom mediteranskih šuma i grmlja usko je povezan s mediteranskim klimatskim zonama. Posebna raznolikost klime su površine sklerofilnog grmlja koje se u mediteranskom bazenu naziva makija, chaparral u Kaliforniji, matorral u Čileu, fynbos u južnoj Africi, te mallee i kwongan u Australiji. Vodene zajednice u regijama s mediteranskom klimom prilagodile su se godišnjem ciklusu u kojem abiotski (okolišni) nadzori toka populacije i strukture zajednice dominiraju tijekom poplava, dok biotski (npr. kompeticija i predacija) nadzori postaju sve više važniji tijekom opadanja nanosa. Okolinski nadzori postaju sve dominantniji kako okolišni uvjeti postaju sve više surovi (tj. vrući i suhi). Posljedica toga je sposobnost ovih zajednica na vrlo brzi oporavak nakon suša, poplava i požara.